# Onzevader

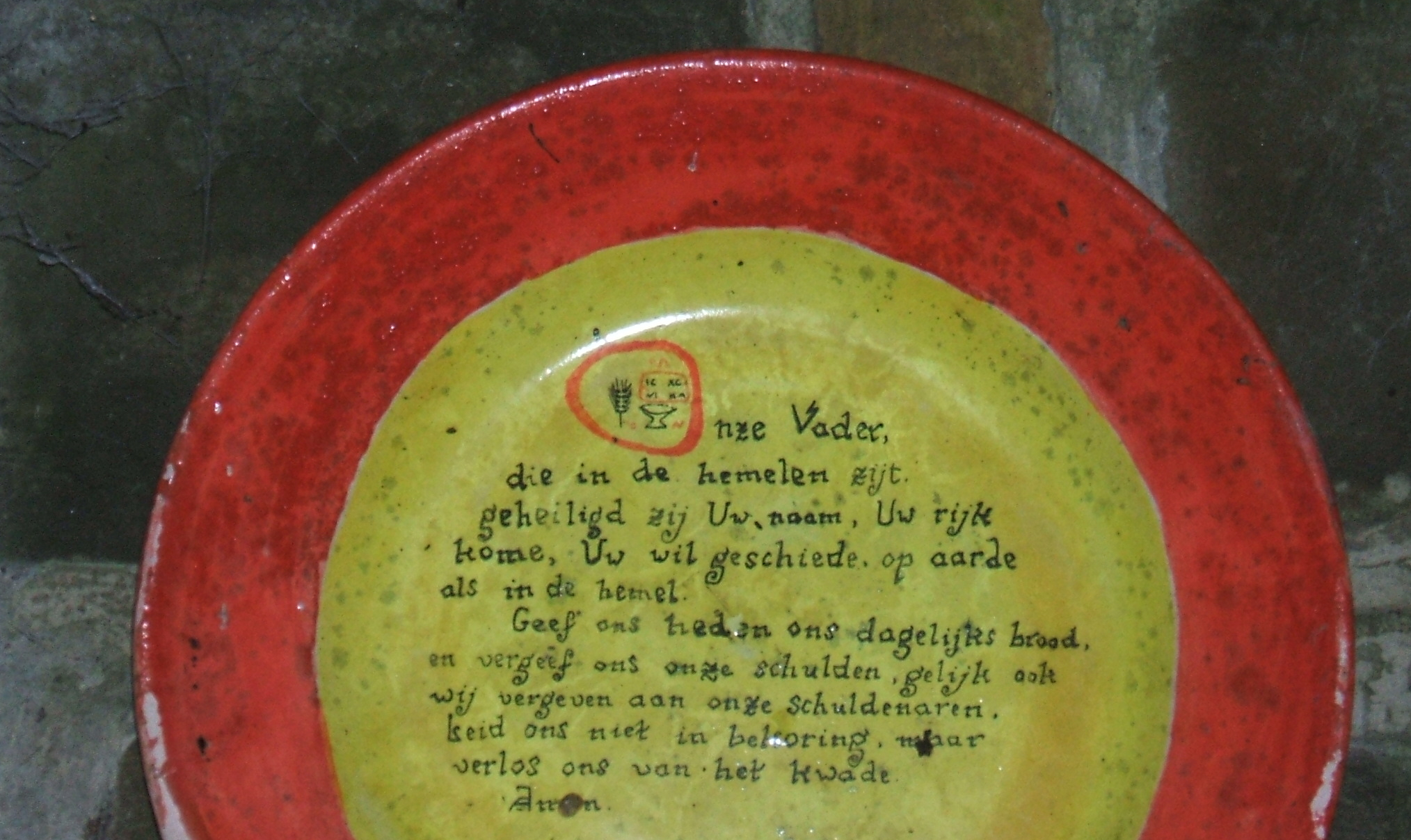
Het Onzevader op een bord in de OLV-ten-Vijver-Abdij.

Het Onzevader of Paternoster is het meest verbreide christelijke gebed en dateert uit de 1e eeuw. Het gebed is gericht tot God en werd volgens de evangeliën in het Nieuwe Testament van de Bijbel door Jezus Christus zelf aan zijn leerlingen geleerd. Het gebed staat in Matteüs 6:9-13 als onderdeel van de bergrede en in Lucas 11:2-4. De versie van Lucas is korter dan die van Matteüs.
De Woordenlijst van de Nederlandse taal vermeldt 'Onzevader' als officiële spelling, maar in de katholieke, orthodoxe en protestantse traditie is 'Onze Vader' gebruikelijker. Het wordt ook het 'Gebed des He(e)ren' of 'het allervolmaakste gebed' genoemd en is een van de bekendste gebeden in de Kerk.

## Teksten
De oudste teksten van het Onzevader die zijn overgeleverd, zijn in het Koinè-Grieks. In het Nederlandse taalgebied heeft elke religieuze stroming meestal een eigen vertaling. Er zijn verschillende protestantse vertalingen. De weergaven hieronder gaan uit van de langere versie van Matteüs.

### Grieks (Textus Receptus)
Πάτερ ἡμῶν ὁ ἐν τοῖς οὐρανοῖς
ἁγιασθήτω τὸ ὄνομά σου·
ἐλθέτω ἡ βασιλεία σου·
γενηθήτω τὸ θέλημά σου,
ὡς ἐν οὐρανῷ καὶ ἐπὶ τῆς γῆς·
τὸν ἄρτον ἡμῶν τὸν ἐπιούσιον δὸς ἡμῖν σήμερον·
καὶ ἄφες ἡμῖν τὰ ὀφειλήματα ἡμῶν,
ὡς καὶ ἡμεῖς ἀφίεμεν τοῖς ὀφειλέταις ἡμῶν·
καὶ μὴ εἰσενέγκῃς ἡμᾶς εἰς πειρασμόν,
ἀλλὰ ῥῦσαι ἡμᾶς ἀπὸ τοῦ πονηροῦ.
Ὅτι σοῦ ἐστιν ἡ βασιλεία καὶ ἡ δύναμις καὶ ἡ δόξα εἰς τοὺς αἰῶνας·
ἀμήν.

### Transliteratie van het Grieks
Pater hēmōn ho en tois ouranois
hagiasthētō to onoma sou;
elthetō hē basileia sou;
genēthētō to thelēma sou,
hōs en ouranōi kai epi tēs gēs.
Ton arton hēmōn ton epiousion dos hēmin sēmeron;
kai aphes hēmin ta opheilēmata hēmōn,
hōs kai hēmeis aphiemen tois opheiletais hēmōn;
kai mē eisenenkēis hemas eis peirasmon,
alla rhusai hēmas apo tou ponērou.
Hoti sou estin hē basileia kai hē dunamis kai hē doxa eis tous aiōnas.
Amēn.

### Joods karakter
Het Onzevader vertoont veel overeenkomsten met oude Joodse gebeden. Ook is de inhoud van het gebed sterk gekleurd door teksten uit de Hebreeuwse Bijbel en de Septuagint. De aanhef lijkt onder meer op uitdrukkingen in Jesaja 63:15-16 en 64:7, de eerste bede op uitdrukkingen in Jesaja 29:23 en Ezechiël 36:23, de tweede bede op Obadja 1:21, de derde op 1 Samuel 3:18 en 1 Makkabeeën 3:60, de vierde op Spreuken 30:8, de vijfde op Sirach 28:2 en de zesde op Psalm 17:30 (Septuagint) en Psalm 26:2. De lofprijzing in de jongere handschriften is gebaseerd op 1 Kronieken 29:11-13.

### Tekstvarianten
De versie van Matteüs in de wetenschappelijke uitgave van het Nieuwe Testament (Nestle-Aland) is korter dan die in de Textus Receptus, de tekstvorm die in gebruik was voor de opkomst van de moderne tekstkritiek.
| Matteüs 6:9-13 in de Textus Receptus met Statenvertaling | Matteüs 6:9-13 in Nestle-Aland met NBV | Lucas 11:2-4 in Nestle-Aland met NBV |
| --- | --- | --- |
| Πάτερ ἡμῶν ὁ ἐν τοῖς οὐρανοῖς Onse Vader, die in de hemelen [zijt]                                                                                                   | Πάτερ ἡμῶν ὁ ἐν τοῖς οὐρανοῖς Onze Vader in de hemel, | Πάτερ, Vader, |
| ἁγιασθήτω τὸ ὄνομά σου· uwen naem werde geheylicht. | ἁγιασθήτω τὸ ὄνομά σου· laat uw naam geheiligd worden, | ἁγιασθήτω τὸ ὄνομά σου· laat uw naam geheiligd worden |
| ἐλθέτω ἡ βασιλεία σου· Uw’ Coninckrijcke come. | ἐλθέτω ἡ βασιλεία σου· laat uw koninkrijk komen | ἐλθέτω ἡ βασιλεία σου· en laat uw koninkrijk komen. |
| γενηθήτω τὸ θέλημά σου, ὡς ἐν οὐρανῷ καὶ ἐπὶ τῆς γῆς· uwen wille geschiede gelijck inden Hemel [also] oock op der aerden.                                            | γενηθήτω τὸ θέλημά σου, ὡς ἐν οὐρανῷ καὶ ἐπὶ γῆς· en uw wil gedaan worden op aarde zoals in de hemel.                                                             | |
| τὸν ἄρτον ἡμῶν τὸν ἐπιούσιον δὸς ἡμῖν σήμερον· Ons’ dagelicks broodt geeft ons heden.                                                                                | τὸν ἄρτον ἡμῶν τὸν ἐπιούσιον δὸς ἡμῖν σήμερον· Geef ons vandaag het brood dat wij nodig hebben.                                                                   | τὸν ἄρτον ἡμῶν τὸν ἐπιούσιον δίδου ἡμῖν τὸ καθʼ ἡμέραν· Geef ons dagelijks het brood dat wij nodig hebben.                                                         |
| καὶ ἄφες ἡμῖν τὰ ὀφειλήματα ἡμῶν, ὡς καὶ ἡμεῖς ἀφίεμεν τοῖς ὀφειλέταις ἡμῶν· Ende vergeeft ons onse schulden, gelijck oock wy vergeven onse schuldenaren.            | καὶ ἄφες ἡμῖν τὰ ὀφειλήματα ἡμῶν, ὡς καὶ ἡμεῖς ἀφήκαμεν τοῖς ὀφειλέταις ἡμῶν· Vergeef ons onze schulden, zoals ook wij hebben vergeven wie ons iets schuldig was. | καὶ ἄφες ἡμῖν τὰς ἁμαρτίας ἡμῶν, καὶ γὰρ αὐτοὶ ἀφίομεν παντὶ ὀφείλοντι ἡμῖν· Vergeef ons onze zonden, want ook wijzelf vergeven iedereen die ons iets schuldig is. |
| καὶ μὴ εἰσενέγκῃς ἡμᾶς εἰς πειρασμόν, ἀλλὰ ῥῦσαι ἡμᾶς ἀπὸ τοῦ πονηροῦ. Ende en leydt ons niet in versoeckinge, maer verlost ons van den boosen.                      | καὶ μὴ εἰσενέγκῃς ἡμᾶς εἰς πειρασμόν, ἀλλὰ ῥῦσαι ἡμᾶς ἀπὸ τοῦ πονηροῦ. En breng ons niet in beproeving, maar red ons uit de greep van het kwaad.                  | καὶ μὴ εἰσενέγκῃς ἡμᾶς εἰς πειρασμόν. En breng ons niet in beproeving.                                                                                             |
| Ὅτι σοῦ ἐστιν ἡ βασιλεία καὶ ἡ δύναμις καὶ ἡ δόξα εἰς τοὺς αἰῶνας· ἀμήν. Want uw’ is het Coninckrijcke, ende de cracht, ende de heerlickheyt inder eeuwicheyt, Amen. | | |

In jongere handschriften is de versie van Lucas uitgebreid aan de hand van Matteüs.

### Latijnse tekst

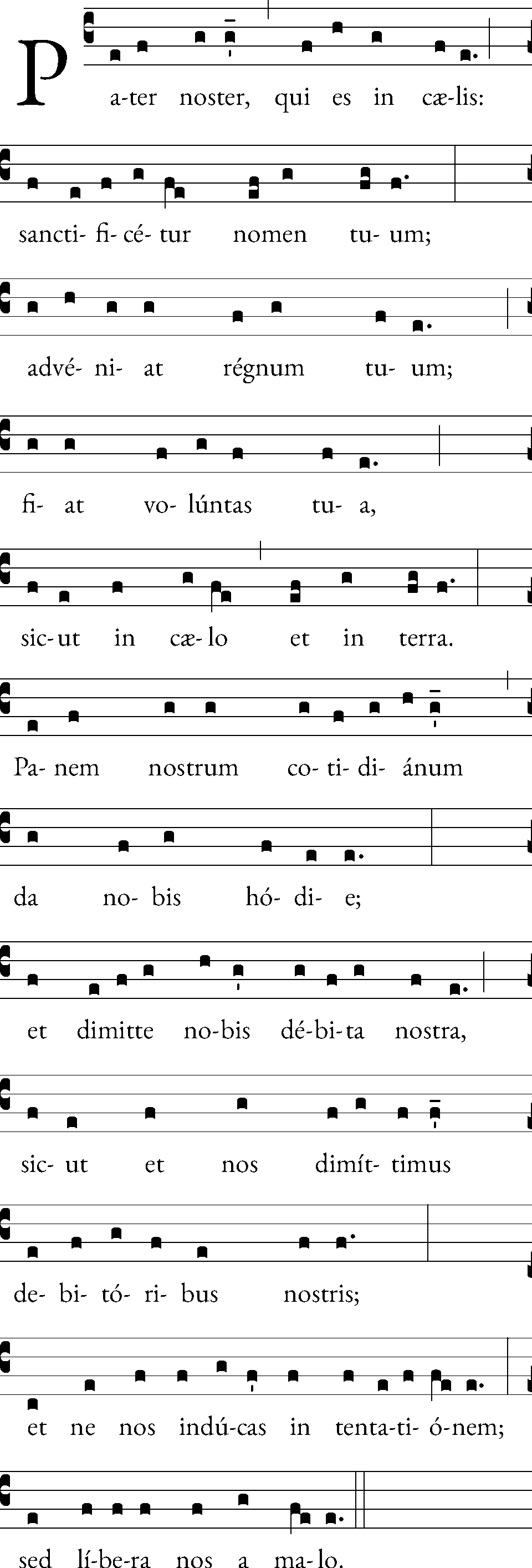
Transcript gebed onze vader naar het gregoriaans

Pater noster, qui es in caelis,
Sanctificetur nomen tuum.
Adveniat regnum tuum.
Fiat voluntas tua,
Sicut in caelo et in terra.
Panem nostrum quotidianum da nobis hodie,
Et dimitte nobis debita nostra,
Sicut et nos dimittimus debitoribus nostris.
Et ne nos inducas in tentationem:
Sed libera nos a malo.
[Quia tuum est regnum,
Et potestas,
Et gloria in saecula.]
Amen

### Rooms-katholieke vertaling
Onze Vader, die in de hemel zijt,
uw naam worde geheiligd,
uw rijk kome,
uw wil geschiede
op aarde zoals in de hemel.
Geef ons heden ons dagelijks brood
en vergeef ons onze schulden,
zoals ook wij vergeven aan onze schuldenaren,
en breng ons niet in beproeving,
maar verlos ons van het kwade.
Amen.

#### Vertalingen tot 2016
De huidige vertaling van het Onzevader werd in 2014 geschreven en hief de bestaande verschillen tussen België en Nederland op. Deze tekst werd van kracht vanaf de advent van 2016, vanaf 27 november 2016. Tot dan bleven de oude Belgische en Nederlandse vertalingen in gebruik.
De verschillen met de vertaling die vanaf 27 november 2016 wordt gebruikt, zijn vet-gecursiveerd aangegeven.
Vertaling in België tot 2016:
Onze Vader, die in de hemelen zijt,
geheiligd zij uw naam,
uw rijk kome,
uw wil geschiede
op aarde als in de hemel.
Geef ons heden ons dagelijks brood
en vergeef ons onze schulden,
gelijk ook wij vergeven aan onze schuldenaren,
en leid ons niet in bekoring,
maar verlos ons van het kwade.
Amen.
Vertaling in Nederland tot 2016:
Onze Vader, die in de hemel zijt,
uw naam worde geheiligd,
uw rijk kome,
uw wil geschiede
op aarde zoals in de hemel.
Geef ons heden ons dagelijks brood
en vergeef ons onze schuld,
zoals ook wij aan anderen hun schuld vergeven,
en leid ons niet in bekoring,
maar verlos ons van het kwade.
Amen.

### Protestantse vertaling
Vertaling volgens het Nederlands Bijbelgenootschap
Onze Vader die in de hemelen zijt,
uw naam worde geheiligd;
uw Koninkrijk kome;
uw wil geschiede,
gelijk in de hemel alsook op aarde.
Geef ons heden ons dagelijks brood;
en vergeef ons onze schulden,
gelijk ook wij vergeven onze schuldenaren;
en leid ons niet in verzoeking,
maar verlos ons van den boze.
Want van U is het Koninkrijk, de kracht en de heerlijkheid
tot in der eeuwigheid.
Amen.

### Oud-Katholieke vertaling
Vertaling volgens het Oud-Katholiek Kerkboek:
Onze Vader, die in de hemelen zijt,
geheiligd zij uw Naam,
uw koninkrijk kome,
uw wil geschiede
op de aarde als in de hemel.
Geef ons heden ons dagelijks brood,
en vergeef ons onze schulden,
gelijk ook wij vergeven onze schuldenaren,
en leid ons niet in bekoring,
maar verlos ons van het kwade.
[Want van U is het koninkrijk
en de kracht en de heerlijkheid
tot in eeuwigheid.]
Amen.

### Onzevader in Bijbelvertalingen

#### Nieuwe Bijbelvertaling[2]
Vertaling in de Nieuwe Bijbelvertaling:
Onze Vader in de hemel,
laat uw naam geheiligd worden,
laat uw koninkrijk komen
en uw wil gedaan worden
op aarde zoals in de hemel.
Geef ons vandaag het brood
dat wij nodig hebben.
Vergeef ons onze schulden,
zoals ook wij hebben vergeven
wie ons iets schuldig was.
En breng ons niet in beproeving,
maar red ons uit de greep van het kwaad.
[Want aan u behoort het koningschap, de macht en de majesteit tot in eeuwigheid.]
Amen.

#### Naardense Bijbel
Vertaling in de Naardense Bijbel
Vader over ons in de hemelen,
geheiligd worde uw naam;
kome úw koninkrijk,
geschiede úw wil
als in de hemel ook op de aarde,
ons nodige brood,
geef ons dat vandaag;
en vergeef ons onze schulden,
zoals wij ook vergeven hebben
wie ons iets schuldig zijn;
en breng ons niet in beproeving,
maar ontruk ons aan het boze!

#### Statenvertaling
Vertaling in de Statenbijbel (Jongbloed-editie):
Onze Vader, Die in de hemelen zijt!
Uw Naam worde geheiligd.
Uw Koninkrijk kome.
Uw wil geschiede, gelijk in den hemel alzo ook op de aarde.
Geef ons heden ons dagelijks brood.
En vergeef ons onze schulden, gelijk ook wij vergeven onzen schuldenaren.
En leid ons niet in verzoeking, maar verlos ons van den boze.
Want Uw is het Koninkrijk, en de kracht, en de heerlijkheid, in der eeuwigheid, amen.

#### Willibrordvertaling
Vertaling volgens de Willibrordbijbel:
Onze Vader in de hemel,
uw naam worde geheiligd,
uw koninkrijk kome,
uw wil geschiede,
op aarde zoals in de hemel.
Geef ons vandaag het nodige brood,
en vergeef ons onze schulden,
zoals ook wij hebben vergeven wie schulden heeft bij ons.
En breng ons niet in beproeving,
maar red ons van het kwaad.

### Raad van Kerken / Oecumenisch
Oecumenische vertaling zoals die wordt voorgesteld door de Raad van Kerken.
Onze Vader die in de hemel zijt,
Uw naam worde geheiligd.
Uw koninkrijk kome.
Uw wil geschiede, op aarde zoals in de hemel.
Geef ons heden ons dagelijks brood.
En vergeef ons onze schulden
zoals ook wij onze schuldenaars vergeven.
En leid ons niet in verzoeking,
maar verlos ons van de boze.
Want van U is het koninkrijk
en de kracht en de heerlijkheid
in eeuwigheid. Amen.

## Vertaalaspecten

### Letterlijke vertaling eerste zinnen
Volgens evangelisch spreker David Uijl zijn alle moderne vertalingen van het Onzevader fout. Hij stelt dat omdat de werkwoorden in de eerste drie zinnen van het Onzevader de vorm hebben van de imperativus aoristus in de 3e persoon, deze niet gericht zijn aan 'Onze Vader'. De vertaling van Uijl luidt als volgt:
Onze Vader die in de hemel is,
Uw naam moet geheiligd worden.
Koninkrijk, kom!
Wil van God, word vervuld op aarde zoals in de hemel!
In twee artikelen in het Nederlands Dagblad en het Reformatorisch Dagblad stelde dr. Michael C. Mulder, universitair docent Nieuwe Testament en judaïstiek aan de Theologische Universiteit Apeldoorn, dat de eerste drie werkwoorden in het Onzevader niet verkeerd vertaald zijn.

### Vertaling van het woordepiousionmet dagelijks

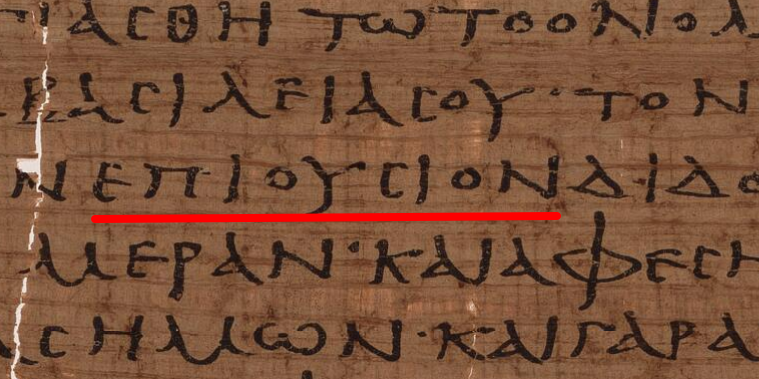
Epiousion in het Evangelie volgens Lucas, zoals geschreven in Papyrus 75 (ca. 200 n.Chr.), het oudste bewaard gebleven voorbeeld.

De vertaling van het Griekse ἡμῶν ἄρτον τὸν ἐπιούσιον, hemōn arton ton epiousion als 'ons dagelijks brood' is omstreden. Het woord epiousion komt in geen of slechts een enkele buiten-Bijbelse bron voor en ook in de Bijbel wordt het woord alleen in het Onzevader gebruikt. De traditionele vertaling als ‘dagelijks [brood]’ wordt door de meeste moderne geleerden afgewezen, mede door het erop volgende καθ ἡμέρᾱν, kath hèméran, "vandaag". Mogelijke vertalingen die tegenwoordig worden voorgesteld zijn onder andere '[brood] dat nodig is om te bestaan' en '[brood] voor de komende dag', waarbij 'de komende dag' vaak een eschatologische betekenis krijgt. Soms wordt het brood als iets symbolisch opgevat, naar de woorden uit Deuteronomium 8:3 en Matteüs 4:4 dat de mens niet van brood alleen zal leven, maar van elk woord dat uit de mond van God komt. Andere interpretaties stellen echter dat de voorafgaande woorden ‘heden/vandaag’ en ‘ons’ erop duiden dat het gaat om gewoon tastbaar brood of voedsel.

## Gebruik

### Verschillen tussen protestanten en rooms-katholieken
In het Onzevader, zoals gebruikt door de protestanten, komen alle drie de onderdelen van een gebed terug, in de katholieke versie zijn de verschillen: beproeving in plaats van verzoeking en kwade in plaats van boze:
- Dankgebed: Uw naam worde geheiligd, Uw koninkrijk kome, Uw wil geschiede, op aarde zoals in de hemel.
- Smeekgebed (litanie): Geef ons heden ons dagelijks brood. En vergeef ons onze schulden zoals ook wij onze schuldenaars vergeven. En leid ons niet in verzoeking, maar verlos ons van de boze.
- Belijdend gebed: Want van U is het koninkrijk en de kracht en de heerlijkheid in eeuwigheid.

De slotwoorden "Want van U is het koninkrijk en de kracht en de heerlijkheid in eeuwigheid" ontbreken in de oudste handschriften van Matteüs.

### Embolisme
In de katholieke misviering volgens de Novus Ordo Missae sluit de priester het gebed af met het embolisme.
| Libera nos, quaesumus, Domine, ab omnibus malis, | Verlos ons, Heer, van alle kwaad,                            |
| da propitius pacem in diebus nostris,            | geef genadig vrede in onze dagen,                            |
| ut, ope misericordiae tuae adiuti                | dat wij gesteund door Uw barmhartigheid,                     |
| et a peccato simus semper liberi                 | altijd vrij mogen zijn van zonde,                            |
| et ab omni perturbatione securi                  | en beveiligd tegen alle angst en onrust.                     |
| exspectantes beatam spem                         | Terwijl wij uitzien naar de zalige vervulling van onze hoop, |
| et adventum Salvatoris nostri Iesu Christi.      | de komst van onze Verlosser Jezus Christus.                  |
| waarna de gelovigen antwoorden met:              |                                                              |
| Quia tuum est regnum,                            | Want van U is het koninkrijk                                 |
| et potestas, et gloria                           | en de kracht en de heerlijkheid                              |
| in saecula.                                      | in eeuwigheid.                                               |

### Orthodoxe Kerk
In de orthodoxe kerken wordt de doxologie nooit uitgesproken door de gelovigen. Deze wordt altijd gedaan door de priester. In de Griekse traditie gebruikt men bij het afwezig zijn van de priester: "Door de gebeden van onze Heilige Vaders, Heer Jezus Christus Onze God ontferm U over ons, Amen."

## Indisch Onze Vader
Het Indisch Onze Vader is ontstaan tijdens de Japanse bezetting van Nederlands-Indië. De Japanse geheime dienst, de Kempeitai, had tijdens de Tweede Wereldoorlog in Nederlands-Indië een Indisch meisje gevangengenomen. Iedere avond om zes uur zong zij in de gevangenis het Onzevader, zoals zij dat geleerd had op de kloosterschool van de Ursulinen in Batavia.
Het lied kreeg in de oorlog een speciale bekendheid, doordat de gevangenen die na verhoor door de Kempeitai naar hun kamp terugkeerden, dit gebed zongen voor hun lotgenoten. Dit gezongen gebed wordt vaak tijdens herdenkingen ten gehore gebracht, zoals sinds 1970 op de jaarlijkse Nationale Herdenking 15 augustus 1945.

### Tekst
Onze Vader die in de hemel zijt,
Geheiligd word’ Uw Naam.
Onze Vader die in de hemel zijt laat komen uw Rijk.
Uw wil geschiede op aard’ als in de hemel.
Geef ons heden ons dagelijks brood,
En vergeef ons onze schulden.
Gelijk ook wij vergeven onze schuldenaren.
En leid ons niet in bekoring,
Maar verlos ons van het kwade.
Amen.

## Parodie
Het Gentsch Vader-Onze is een parodie op het Onzevader, geschreven door een anonieme auteur in 1572.